# 時間的不實在性
時間的不實在性（The Unreality of Time），是劍橋大學觀念論哲學家約翰·麥克塔加特最著名的哲學作品。在1908年他发表于哲学杂志Mind （页面存档备份，存于）的一篇文章中，麥克塔加特論證時間是不實在的，因為我們對時間的描述要麼是矛盾的，要麼是循環的，要麼是不充分的。為了建構他的論證，麥克塔加特指出兩種時間的描述，他稱之為A系列與B系列。A系列以「…是過去」、「…是現在」、「…是未來」的方式指出時間的位置；B系列以「…早於…」或「…晚於…」的方式指出時間的位置。為了駁斥A系列，麥克塔加特論證任何事件在A系列中都是同時具有過去、現在與未來這三個性質的，但是事件同時具有這三個性質是矛盾的，因為這三者中無論哪一性質皆與另外兩個性質互斥。他接著聲稱在不同的時間點將一個事件以過去、現在或未來的方式描述是循環的，因為我們需要再一次以過去、現在或未來描述這些「不同的時間點」，然後再一次以過去、現在或未來描述這些描述，如此無限循環下去。為了駁斥B系列，麥克塔加特論證時間包含變化，但是因為早於—晚於的關係絕對不包含變化（例如，2010年永遠晚於2000年），因此B系列一定不能充份描述時間。

## A系列
「…一位置的系列，從遙遠的過去經過較近的過去到現在，並從現在到較近的未來到較遠的未來…」
麥克塔加特說：「過去、現在與未來的區分對時間而言是本質的…如果這個區分從不是有關實在的真理，那麼時間並非實在。」他將A系列視為時態的，並認為A系列是真的時間系列，因為它體現了這些區別以及體現了變化。

## B系列
「一個位置的系列，從早於到晚於…」
B系列是時態的，由於它體現了變化的方向。然而，麥克塔加特論證僅依B系列自身是不能體現變化本身的。

## C系列
「…這個其他系列—讓我們稱之為C系列—並非時態的，對它而言不包含變化，它僅僅是一個序列。事件有順序。它們是，讓我們說，以M、N、O、P的順序。因此它們不是M、O、N、P或者O、N、M、P，又或者其他任何可能的順序。但它們有順序不蘊含它們除字母的順序外有任何變化…」
根據麥克塔加特，C系列不是時態的，因為它永遠固定。它也說增加「變化」到C系列也不足以得到B系列，因為這不會決定時間的方向：
「…C系列，決定了順序，不決定方向。如果B系列跑M、N、O、P，那麼從早到晚不能跑M、O、N、P或M、P、O、N，又或者其他方式。但有兩種方式它可以跑，也就是M、N、O、P（如此P是最早的而M最晚的）或者另一個P、O、N、M（如此P是最早的而M是最晚的）。而且在無論是在C系列或在變化的事實中，都無法決定事物將來是哪個東西…一個考慮時間順序的人可能會考慮時間任一方向…但是在處理時間系列時，我們不能將變化考慮在時間之外，而是必須將變化考慮成屬於這個系列本身。並且變化自己本身也有一個方向（編者註：例如橡樹的變化是往種子→苗→橡樹的方向變化，而非往橡樹→苗→種子這另一個方向變化）…因此，除了C系列以及變化的事實之外，為了得到時間，一定有事實是關於變化是往這一方向而非另一方向的。我們現在可以將A系列和B系列一起看，這兩者已經足以給我們時間。為了足以得到變化，並且讓變化朝一個方向，在C系列有一個位置應該是現在，為了排除所有其它可能，而這個現在性的特徵應該以所有位置的一邊是已曾是現在，而另一邊是將要是現在的如此方式沿著系列通過。那些已曾是現在的是過去，那些將要是現在的是未來。…」

## 論證的大致結構
麥克塔加特的有關時間不實在的論證有兩個部分。在第一個部分，他論證只有B系列對於時間的存在是不充分的。如此之後，他也論證A系列是時間的本質。時間支配變化，而無論B系列或C系列，在沒有A系列的情況下，都無法包含變化。因此，時間必須以A系列描述。 
在第二部分，他論證A系列的結論是不融貫的因為這會導致矛盾。他特別論證由於每個事件將在一時點為未來，在另一時點為現在，並在另一時點為過去，每一事件例化每個時間性質：未來性、現在性以及過去性。
由於這些性質是彼此互相排斥的（它們不能同時成立），A系列的時間概念產生矛盾。如果他這兩個部分的論證是健全的，那麼時間只是個錯覺，時間並沒有真正的存有學上的地位。

## 變化的觀念
麥克塔加特已經定義了兩個固定系列（B系列及C系列）以及一個連續系列（即A系列）。事物的變化在他的論證是關鍵的。在B系列與C系列，事物有固定的位置和固定的廣度，如此一來它們不可能變化。它們自始就被定義為靜止的。
在B系列中的事件，麥克塔加特說：「沒有事件可以自己終止存在，或者自己開始存在，由於在B系列他們絕對不能終止自身。因此一個事件不可能變化為其它」而且「就像B系列顯示不變的關係，永遠不存在任何時刻可能終止存在，也永遠不存在任何時刻能變化為其他時刻。」